# 717.
Ovo je članak o godini. Za članak o putničkom zrakoplovu vidi Boeing 717
◄ | 7. stoljeće | 8. stoljeće | 9. stoljeće | ►
◄ | 680-ih | 690-ih | 700-ih | 710-ih | 720-ih | 730-ih | 740-ih | ►
◄◄ | ◄ | 714. | 715. | 716. | 717. | 718. | 719. | 720. | ► | ►►
Astronomija • Književnost • Kršćanstvo • Pravo • Promet

## Događaji
- Marcello Tegalliano je izabran za mletačkog dužda.

## Vanjske poveznice
|  | Zajednički poslužitelj ima još gradiva o temi 717. |